# الاكمة (حبيش)

تعديل مصدري - تعديل

الاكمة محلة تابعة لقرية الابازي، التابعة لعزلة الذارحي بمديرية حبيش إحدى مديريات محافظة إب في الجمهورية اليمنية، بلغ تعداد سكانها 90 حسب تعداد اليمن لعام 2004.